# Nicholas Courtney
William Nicholas Stone Courtney (16 de diciembre de 1929-22 de febrero de 2011) era un actor inglés, más conocido por interpretar al Brigadier Lethbridge-Stewart en la serie británica de ciencia ficción Doctor Who.

## Primeros años
Courtney nació en El Cairo, Egipto, era hijo de un diplomático británico y fue educado en Francia, Kenia y Egipto. Hizo el servicio militar en el ejército británico, dejándolo tras 18 meses, al no querer seguir una carrera militar. Después se unió a la Webber Douglas Academy of Dramatic Art, y tras dos años comenzó a hacer teatro de repertorio en Northampton. Desde allí se mudó a Londres en 1961.
Su primer trabajo en televisión fue en la serie de 1957 Escape. Antes de Doctor Who, Courtney hizo apariciones como invitado en varias series de culto, entre otras Los vengadores (1962 y 1967), The Champions (1968) y Randall and Hopkirk (Deceased) (1969), y como conductor de carreras en Riviera Police (1965).

## Doctor Who
El director Douglas Camfield originalmente consideró a Courtney para el papel de Ricardo I de Inglaterra en The Crusade (1965), un papel que al final fue para Julian Glover. Sin embargo, Camfield se aseguró de tener a Courtney en mente para futuros papeles, y su primera aparición en la serie se produjo cuando Camfield le eligió para el serial de 1965 The Daleks' Master Plan, donde interpretó al agente de seguridad espacial Bret Vyon junto a William Hartnell como el Primer Doctor.
A Camfield le gustó la interpretación de Courtney y cuando recibió el encargo de dirigir el serial de 1968 The Web of Fear, eligió a Courtney como el Capitán Knight. Sin embargo, cuando David Langton rechazó el papel del Coronel Lethbridge-Stewart para hacer otro trabajo, Camfield eligió a otro actor para el Capitán Knight y le dio el papel de Lethbridge-Stewart a Courtney. El personaje volvería en la siguiente temporada en The Invasion, ya ascendido a Brigadier y a cargo del contingente británico de la UNIT, a cargo de proteger la Tierra de invasiones extraterrestres.
Fue en este papel recurrente que se convirtió en una imagen conocida para la audiencia, apareciendo casi regularmente en 101 episodios entre 1970 y 1975. El personaje fue lo suficientemente popular para volver en 1983, primero en Mawdryn Undead y después en el especial oficial del 20 aniversario The Five Doctors. Courtney hizo su última aparición en el serial de 1989 Battlefield (aunque como muchos otros antiguos miembros del reparto, volvió al papel para el especial benéfico de 1993 Dimensions in Time. Curiosamente, tanto en su primera como en su última aparición en la serie estuvo junto a la actriz Jean Marsh. Ella interpretaba a su hermana Sara Kingdom en la primera aparición de Courtney en The Daleks' Master Plan, y en la última aparición de Courtney, Marsh interpretaba a la villana, Morgana, en Battlefield, inspirada en las leyendas artúricas.
Courtney ha interpretado a Lethbridge-Stewart, ya sea en televisión o en audioteatros, junto a todos los Doctores, incluyendo a Paul McGann y al sustituto del Primer Doctor, Richard Hurndall. No apareció en la nueva serie. Aunque ha aparecido junto al intérprete del Décimo Doctor, David Tennant en audiodramas de Big Finish, Tennant estaba interpretando en ambas ocasiones un personaje diferente, el Coronel Ross Brimmicombe-Wood. En 2000 se volvió a poner el uniforme del Brigadier para un par de sketches de la tercera temporada de The Harry Hill Show.
El personaje es mencionado en el cuarto episodio de la temporada de 2008 El cielo envenenado y se dice que está "perdido en Perú". Quince años después de Dimensions in Time, Courtney volvió como Lethbridge-Stewart (ahora, Sir Alistair), recién llegado de Perú, en Enemy of the Bane, una historia de dos episodios del spin-off de Doctor Who, The Sarah Jane Adventures, emitido en diciembre de 2008 y protagonizado por Elisabeth Sladen como Sarah Jane Smith. El equipo de la serie tenía intención de que Courtney volviera a aparecer en The Wedding of Sarah Jane Smith para que así Lethbridge-Stewart pudiera conocer al Décimo Doctor, pero Courtney se estaba recuperando de un infarto y no pudo hacer el papel. En el episodio de Doctor Who titulado La boda de River Song (2011), se dice que el Brigadier Lethbridge-Stewart ha muerto.

## TrasDoctor Who
Courtney siguió actuando con asiduidad en teatro y televisión tras sus apariciones principales en Doctor Who, apareciendo como invitado en series populares como Minder (1984), All Creatures Great and Small (1980), Only Fools and Horses (1988) y Yes Minister (1986). En 1982 fue elegido junto a Frankie Howerd para la serie cómica basada en la Segunda Guerra Mundial Then Churchill Said to Me, pero la seri permaneció sin emitir durante más de una década por la Guerra de las Malvinas. También tuvo un papel regular en la comedia French Fields entre 1989 y 1991.
También apareció en un episodio de la longeva serie de la BBC The Two Ronnies junto a Ronnie Barker y Ronnie Corbett como el Capitán Dickie Chapman, un prisionero de guerra en Colditz durante la Segunda Guerra Mundial, en un sketch basado en el serial original de la BBC Colditz.
En 1985, Courtney interpretó al Narrador en The Rocky Horror Show. Amanda Redmand también aparecía en esta producción como Janet. En 1989 interpretó a Temple en la adaptación de BBC Radio 4 de Survival de John Wyndham.
En 1998, Courtney publicó su autobiografía, titulada Five Rounds Rapid! (ISBN 978-1852277826) por una infame línea de diálogo del Brigadier en el serial de 1971 de Doctor Who The Daemons. Grabó sus memorias, subtituladas A Soldier in Time para su publicación en CD en 2002. En 2008 apareció en la película Incendiary como el Arzobispo de Canterbury junto a Ewan McGregor.
En 2005 se publicó una autobiografía actualizada, Still Getting Away With It (ISBN 978-1871330731), con Michael McManus como coautor. Hasta su muerte, vivió en Londres con su segunda mujer, Karen.

## Muerte
La muerte de Courtney fue anunciada por SFX y The Stage a primera hora de la mañana del 23 de febrero de 2011. La causa exacta de la muerte no trascendió en las primeras noticias. Los productores de Big Finish con los que Courtney había trabajado muchas veces, confirmaron que la fecha de su muerte era el 22 de febrero de 2011. La BBC informó de que había "muerto en Londres a los 81 años". Según su sitio web oficial, murió tras una larga enfermedad. El escritor de Doctor Who Mark Gatiss le llamó "un héroe de infancia y el más dulce de los caballeros". El antiguo Doctor Tom Baker también le rindió homenaje, tras haberle visitado el viernes anterior a su fallecimiento. Baker escribió en su website "Le vamos a echar de menos terriblemente", indicando también que había estado luchando contra el cáncer. Le sobrevivieron su mujer Karen y dos hijos, Philip y Bella.